# 艾恩德灵
艾恩德灵是德国巴伐利亚州的一个市镇。总面积31.40平方公里，总人口4316人，其中男性2193人，女性2123人（2011年12月31日），人口密度137人/平方公里。